# Слабко зліченно компактний простір
Топологічний простір X називається слабко зліченно компактним, якщо кожна нескінченна підмножина X має граничну точку в X.

## Властивості та приклади
- У метричних просторах слабко зліченна компактність, компактність та секвенційна компактність є еквівалентними. Але в загальних топологічних просторах ці поняття не є еквівалентними;
- Слабка зліченна компактність еквівалентна зліченній компактності у T1 просторах та еквівалентна компактності у метричних просторах;
- Приклад простору, який не є слабко зліченно компактним  - будь-яка зліченна (чи більша) множина з дискретною топологією;
- Кожен зліченно компактний простір (і тому кожен компактний простір) є слабко зліченно компактним, але обернене твердження не виконується;
- Множина дійсних чисел не є слабко зліченно компактною.
- Якщо (X, T) та (X, T*) - топологічні простори з топологією T* сильнішою ніж T та (X, T*) слабко зліченно компактна, тоді (X, T) також слабко зліченно компактна.